# UCI Africa Tour 2007
Navigation
Édition précédente Édition suivante
L'UCI Africa Tour 2007 est la troisième édition de l'UCI Africa Tour, l'un des cinq circuits continentaux de cyclisme de l'Union cycliste internationale. Il est composé de 18 compétitions, organisées du 6 octobre 2006 au 30 septembre 2007 en Afrique ainsi que des championnats du monde sur route 2007.

## Calendrier des épreuves

### Octobre 2006
| Date | Course                  | Pays         | Classe | Vainqueur         | Équipe                |
| ---- | ----------------------- | ------------ | ------ | ----------------- | --------------------- |
| 6-8  | Grand Prix Chantal Biya | Cameroun     | 2.2    | Flaubert Douanla  | Cameroun              |
| 25-5 | Tour du Faso            | Burkina Faso | 2.2    | David Verdonck    | Bio Avia Mode Markets |
| 30-6 | Tour des aéroports      | Tunisie      | 2.2    | Hassen Ben Nasser | Pharmacie Central     |

### Novembre 2006
| Date  | Course                                    | Pays    | Classe | Vainqueur     | Équipe         |
| ----- | ----------------------------------------- | ------- | ------ | ------------- | -------------- |
| 10    | Championnat d'Afrique du contre-la-montre | Maurice | CC     | Robert Hunter | Afrique du Sud |
| 12    | Championnat d'Afrique sur route           | Maurice | CC     | Darren Lill   | Afrique du Sud |
| 17-26 | Tour du Maroc                             | Maroc   | 2.2    | Ján Šipeky    | Dukla Trenčín  |

### Janvier
| Date  | Course                 | Pays  | Classe | Vainqueur        | Équipe             |
| ----- | ---------------------- | ----- | ------ | ---------------- | ------------------ |
| 16-21 | Tropicale Amissa Bongo | Gabon | 2.2    | Frédéric Guesdon | Française des Jeux |

### Février
| Date  | Course                        | Pays     | Classe | Vainqueur        | Équipe         |
| ----- | ----------------------------- | -------- | ------ | ---------------- | -------------- |
| 8-14  | Tour d'Égypte                 | Égypte   | 2.2    | Waylon Woolcock  | Afrique du Sud |
| 16    | Grand Prix de Sharm el-Sheikh | Égypte   | 1.2    | Ján Šipeky       | Dukla Trenčín  |
| 24-10 | Tour du Cameroun              | Cameroun | 2.2    | Flavien Chipault | Le Boulou      |

### Mars
| Date  | Course        | Pays           | Classe | Vainqueur          | Équipe     |
| ----- | ------------- | -------------- | ------ | ------------------ | ---------- |
| 6-11  | Giro del Capo | Afrique du Sud | 2.2    | Alexander Efimkin  | Barloworld |
| 17-23 | Tour de Libye | Libye          | 2.2    | Ahmed Mohammed Ali | Libye      |

### Avril
| Date | Course                          | Pays    | Classe | Vainqueur         | Équipe            |
| ---- | ------------------------------- | ------- | ------ | ----------------- | ----------------- |
| 8    | Grand Prix de la ville de Tunis | Tunisie | 1.2    | Ahmed Mraihi      | Café Samba        |
| 28-5 | Tour de la Pharmacie Centrale   | Tunisie | 2.2    | Hassen Ben Nasser | Pharmacie Central |

### Mai
| Date  | Course          | Pays         | Classe | Vainqueur      | Équipe       |
| ----- | --------------- | ------------ | ------ | -------------- | ------------ |
| 14-20 | Boucle du coton | Burkina Faso | 2.2    | Saïdou Rouamba | Burkina Faso |

### Juin
| Date | Course        | Pays  | Classe | Vainqueur      | Équipe         |
| ---- | ------------- | ----- | ------ | -------------- | -------------- |
| 8-17 | Tour du Maroc | Maroc | 2.2    | Nicholas White | Afrique du Sud |

### Août
| Date | Course          | Pays    | Classe | Vainqueur    | Équipe     |
| ---- | --------------- | ------- | ------ | ------------ | ---------- |
| 30-8 | Tour du Sénégal | Sénégal | 2.2    | Adil Jelloul | FRMC-Maroc |

### Septembre
| Date | Course                                   | Pays           | Classe | Vainqueur      | Équipe |
| ---- | ---------------------------------------- | -------------- | ------ | -------------- | ------ |
| 16   | Powerade Dome 2 Dome Cycling Spectacular | Afrique du Sud | 1.2    | Jacobus Venter | Neotel |

## Classements finals
| #   | Coureur             | Pays           | Pts |
| 01. | Hassen Ben Nasser*  | Tunisie        | 232 |
| 02. | Fethi Ahmed Atunsi  | Libye          | 168 |
| 03. | Ahmed Mohammed Ali* | Libye          | 146 |
| 04. | Daniel Spence       | Afrique du Sud | 141 |
| 05. | Malcolm Lange       | Afrique du Sud | 136 |
| 06. | Ayman Ben Hassine   | Tunisie        | 132 |
| 07. | Ján Šipeky          | Slovaquie      | 128 |
| 08. | David George        | Afrique du Sud | 114 |
| 09. | Aymen Berini        | Tunisie        | 112 |
| 9.  | Abdelati Saadoune   | Maroc          | 112 |

| #    | Équipe                    | Pays        | Pts |
| 01.  | Barloworld                | Royaume-Uni | 190 |
| 02.  | Dukla Trenčín             | Slovaquie   | 184 |
| 03.  | Navigators Insurance      | États-Unis  | 106 |
| 04.  | Universal Caffè-Ecopetrol | Italie      | 91  |
| 05.  | 3C-Gruppe Lamonta         | Allemagne   | 57  |
| 06.  | Amore & Vita-McDonald’s   | Italie      | 49  |
| 07.  | Konica Minolta            | Slovaquie   | 48  |
| 08.  | Continental Differdange   | Luxembourg  | 38  |
| 09.  | Moscow Stars              | Russie      | 34  |
| 010. | Notebooksbilliger.de      | Allemagne   | 31  |

### Classements par nations
| #   | Pays           | Pts  |
| 1.  | Afrique du Sud | 1357 |
| 2.  | Tunisie        | 530  |
| 3.  | Libye          | 318  |
| 4.  | Cameroun       | 216  |
| 5.  | Namibie        | 189  |
| 6.  | Maroc          | 162  |
| 7.  | Égypte         | 158  |
| 8.  | Burkina Faso   | 152  |
| 9.  | Algérie        | 40   |
| 11. | Kenya          | 37   |
| 10. | Maurice        | 26   |
| 12. | Côte d'Ivoire  | 18   |
| 13. | Sénégal        | 9    |
| 14. | Éthiopie       | 8    |

| #   | Pays (U23)     | Pts |
| 1.  | Tunisie        | 286 |
| 2.  | Afrique du Sud | 279 |
| 3.  | Libye          | 135 |
| 4.  | Maroc          | 49  |
| 5.  | Namibie        | 45  |
| 6.  | Kenya          | 27  |
| 7.  | Égypte         | 33  |
| 8.  | Algérie        | 26  |
| 9.  | Cameroun       | 23  |
| 10. | Côte d'Ivoire  | 10  |
| 11. | Burkina Faso   | 2   |